# Benazir Bhutto
Benazir Bhutto, no alfabeto urdu: بینظیر بھٹو, (Karachi, 21 de junho de 1953 – Rawalpindi, 27 de dezembro de 2007) foi uma política paquistanesa, duas vezes primeira-ministra de seu país, tornando-se a primeira mulher a ocupar o cargo de chefe de governo de um país de maioria muçulmana.

## Biografia
Benazir Bhutto nasceu em Karachi, província do Paquistão em 21 de junho de 1953, filha mais velha do primeiro-ministro do Paquistão Zulfikar Ali Bhutto. Além de seu pai ser o primeiro-ministro, a sua família foi sempre muito tradicional na política paquistanesa.
Foi educada em Harvard e em Oxford, no Reino Unido, onde estudou Ciências Políticas e Filosofia, tendo se formado em 1976. No outono de 1976, Benazir voltou mais uma vez a Oxford para fazer um curso de pós-graduação de um ano. Em janeiro de 1977, ela foi eleita a presidente da União de Oxford. Benazir Bhutto regressou ao Paquistão em junho de 1977. Ela queria entrar para o Serviço de Relações Exteriores, mas seu pai queria que ela disputasse a eleição da Assembleia. Como ela ainda não tinha idade para isso, ela assistiu seu pai como conselheira. Quando o general Muhammad Zia Ul-Haq aplicou um golpe de Estado e depôs seu pai, executado em 1979, Benazir assumiu, ao lado da mãe, a liderança do Partido Popular do Paquistão (PPP).

### Exílio
Bhutto foi presa e, depois de libertada, em 1984, seguiu para o exílio no Reino Unido, onde permaneceu até o fim da lei marcial no Paquistão e a legalização dos partidos políticos, ocorridos em 1986. Em 10 de abril desse ano, Benazir retornou do exílio em Londres para liderar o PPP
Em 1 de dezembro de 1988, seu partido venceu as eleições parlamentares e ela se tornou a primeira premiê de um Estado muçulmano. Dois anos depois, em 6 de agosto, o presidente paquistanês Ghulam Ishaq Khan destituiu-a do cargo, alegando abuso de poder, nepotismo e corrupção. Seu partido foi derrotado nas eleições e ela passou a fazer oposição no parlamento.

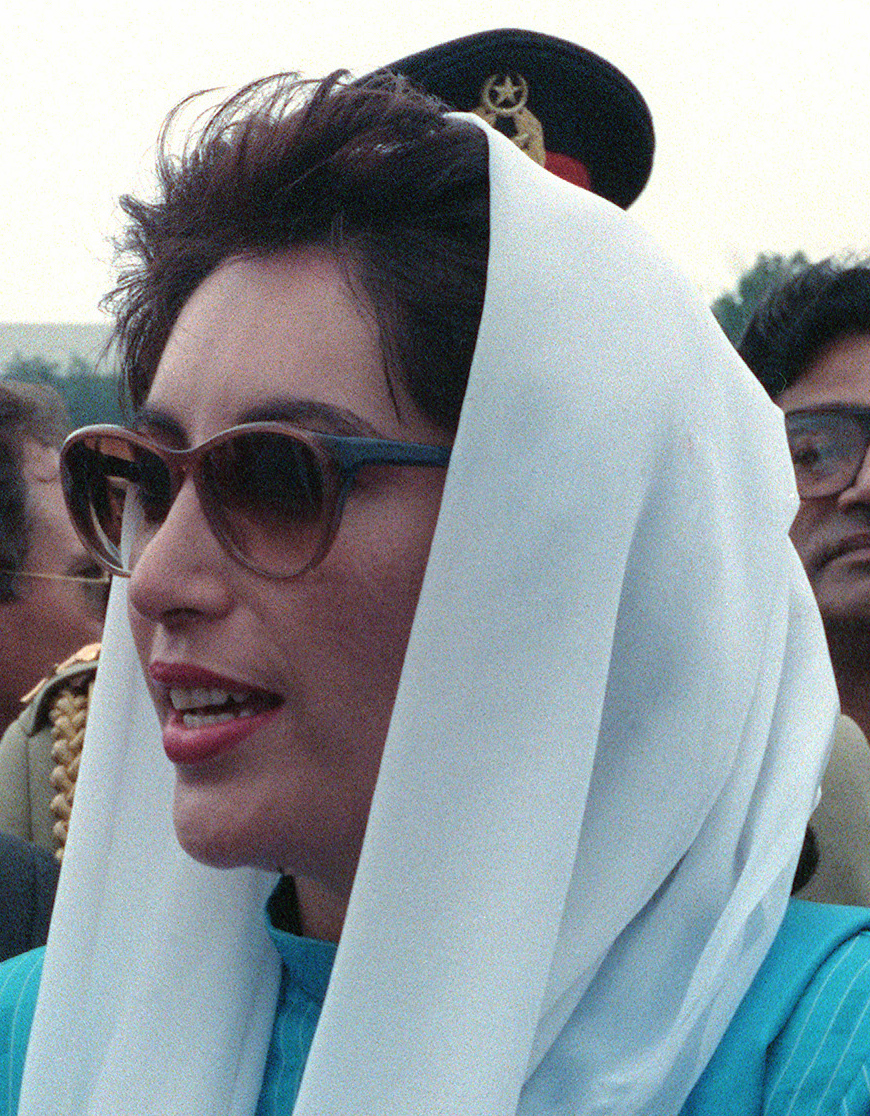
Benazir Bhutto, em 1988

Em 19 de outubro de 1993, tornou-se primeira-ministra pela segunda vez. Mas em 5 de novembro de 1996, foi novamente destituída do cargo, desta vez pelo presidente Farooq Leghari, sob acusações de corrupção e improbidade administrativa, e pela morte extrajudicial de detentos. Em 1999, após a tomada do poder por militares liderados por Pervez Musharraf, Bhutto se autoexilou em Londres e Dubai escapando a processos que corriam na justiça paquistanesa por corrupção. A justiça paquistanesa julgou-a culpada das acusações de desvio de dinheiro e lavagem de dinheiro em 2004. Também teve problemas com a justiça na Suíça, por suspeita de ter recebido propina no valor de 11,7 milhões de dólares das empresas suíças Société Générale de Surveillance (SGS) e Cotecna Inspection SA, participantes de concorrências públicas para contratos de inspeção de mercadorias nas alfândegas paquistanesas.

### Amnistia
Em 5 de outubro de 2007, Musharraf concedeu-lhe amnistia, abrindo caminho para um acordo com a líder do PPP.
Após oito anos de autoexílio, Benazir Bhutto voltou ao Paquistão. Desembarcou em Karachi em 18 de outubro de 2007, sendo recebida por mais de cem mil pessoas. Ao desfilar com seus correligionários pela capital paquistanesa, duas explosões ocorreram em meio à multidão, perto dos carros da sua comitiva, matando ao menos 140 pessoas e ferindo mais de 200. A ex-primeira ministra, entretanto, não foi atingida.
Bhutto chegou a ser mantida em prisão domiciliar temporariamente em uma casa na cidade de Lahore, ficando impedida de liderar uma marcha contra o estado de emergência decretado por Musharraf em 3 de novembro. Foi libertada seis dias depois, em 9 de novembro.
Desde seu retorno ao Paquistão, Benazir Bhutto pediu a renúncia do general Pervez Musharraf da presidência do Paquistão, mesmo este sugerindo à líder oposicionista o cargo de primeira-ministra.

## O assassinato
Benazir Bhutto foi morta no dia 27 de dezembro de 2007, durante um atentado suicida em Rawalpindi, cidade próxima a Islamabad, quando retornava de um comício no Parque Liaquat (Liaquat Bagh). O parque é assim chamado em homenagem ao primeiro-ministro paquistanês Liaquat Ali Khan, também assassinado no local, em 1951.
O ataque ocorreu enquanto o carro da ex-primeira-ministra trafegava, seguido por simpatizantes, e Benazir acenava para a multidão, pelo teto solar do veículo. Bhutto foi alvejada no pescoço e no peito, possivelmente por um homem bomba que, em seguida, se explodiu próximo ao veículo, provocando a morte de cerca de 20 pessoas. Um dirigente da Al-Qaeda no Afeganistão reivindicou a responsabilidade pelo ato.

## Publicações
- Benazir Bhutto, (1983), Pakistan: The gathering storm, Vikas Pub. House, ISBN 0-7069-2495-9
- Benazir Bhutto, (1988), Hija de Oriente, (Spanish language) Seix Barral, ISBN 84-322-4633-6
- Benazir Bhutto (1989). Daughter of the East. Hamish Hamilton. ISBN 0-241-12398-4.
- Benazir Bhutto (1989). Daughter of Destiny: An Autobiography. Simon & Schuster. ISBN 0-671-66983-4.